# Eusparassus lilus
Eusparassus lilus är en spindelart som beskrevs av Embrik Strand 1907. Eusparassus lilus ingår i släktet Eusparassus och familjen jättekrabbspindlar. Inga underarter finns listade i Catalogue of Life.